# Edward Appleton
Pour les articles homonymes, voir Appleton.
Edward Victor Appleton (6 septembre 1892 à Bradford, Angleterre - 21 avril 1965 à Édimbourg, Écosse) est un physicien britannique. Il est lauréat du prix Nobel de physique de 1947 « pour ses études physiques de la haute atmosphère, particulièrement pour sa découverte de la  couche nommée « couche d'Appleton » ». Il fut également lauréat de la Royal Medal en 1950.

## Biographie
Appleton est né à Bradford, Yorkshire de l'Ouest, Royaume-Uni, le fils de Peter Appleton, un magasinier, et de Mary Wilcock. Il a fait ses études à la Hanson Grammar School. En 1911, à l'âge de 18 ans, il obtient une bourse pour fréquenter le St John's College de l'université de Cambridge où il obtient son diplôme avec mention très bien en sciences naturelles avec spécialité en physique en 1913.
Pendant la Première Guerre mondiale, il s'enrôle dans le West Riding Regiment puis est transféré au Royal Engineers. Après son retour du service actif, Appleton devient assistant démonstrateur en physique expérimentale au laboratoire Cavendish en 1920. Il est professeur de physique au King's College de Londres de 1924 à 1936 et professeur de philosophie naturelle à l'université de Cambridge de 1936 à 1939.
De 1939 à 1949, il est secrétaire du Département de la recherche scientifique et industrielle où Robert Watson-Watt travaille au développement du radar. Fait chevalier de l'Ordre de l'Empire britannique en 1941, il reçoit le 1947 le Prix Nobel de physique pour ses contributions à la connaissance de l'ionosphère durant les années 1920.
De 1949 jusqu'à sa mort le 21 avril 1965, Appleton est principal et vice-chancelier de l'Université d'Édimbourg. Sir Edward est enterré au cimetière Morningside d'Édimbourg avec sa femme Helen Lennie (décédée en 1983). La tombe se trouve vers l'extrême ouest près du nouveau logement au nord-ouest.

## Recherches ionosphériques

Couches de l'ionosphère :
- E « Kennelly-Heaviside »
- F « Appleton ».

Balfour Stewart a suggéré l'idée d'une couche réfléchissante dans la haute atmosphère terrestre à la fin XIXe siècle afin d'expliquer les changements rythmiques du champ magnétique terrestre. En 1902, Oliver Heaviside et Arthur Edwin Kennelly ont spéculé qu'une telle strate à réflexion électromagnétique, appelée plus tard « couche de Kennelly-Heaviside », pouvait expliquer le succès de Marconi dans la transmission de ses signaux à travers l'Atlantique. Les calculs ont montré que la courbure des ondes radio, associée avec les changements d'indice de réfraction dans l'atmosphère avec le changement de pression, de température et d'humidité avec l'altitude, n'est pas suffisante pour éviter que le signal de se perde dans l'espace avant d'atteindre son but.
Appleton observe que l'intensité d'un signal radio de certaines fréquences sur un trajet de quelques centaines de kilomètres est constante pendant la journée mais qu'elle varie pendant la nuit. Cela l'amène à croire qu'il est possible que deux signaux radio aient été reçus. L'un voyage parallèlement au sol et un autre est réfléchi par une couche dans la haute atmosphère. La variation de l'intensité du signal radio reçu résulterait donc de l'interférence entre les deux signaux.
En 1924, il conçoit donc une expérience au Clare College de Cambridge, aidé de Miles Aylmer Fulton Barnett, en deux temps pour montrer l'influence de cette couche réflectrice, toutes deux permettent de déterminer la hauteur de la limite inférieure de réflexion. La première méthode est l'envoi d'un signal en modulation de fréquence et la seconde consiste à calculer l'angle d'arrivée du signal réfléchi par l'antenne de réception. La première méthode permet de calculer la différence de chemin parcouru entre le signal direct et celui réfléchi en notant l'intensité des interférences constructives, ce qui donne par calcul la hauteur de la couche réflective, soit environ 100 km. La seconde permet de déterminer que c'est bien une réflexion venant de l'atmosphère et non d'un obstacle comme une colline.
En 1926, Appleton initie d'autres expériences sur la possibilité d'utiliser cette couche réfléchissante pour effectuer une diffusion à très longue portée et découvre une autre couche atmosphérique à 150 milles (241 km) au-dessus du sol et électriquement plus forte. Cette couche, nommée « Appleton » en son honneur, réfléchit les ondes ondes autour du globe. En 1929, lors d'une expédition dans le nord de la Norvège, il étudie les aurores boréales. En 1931, il publie les résultats d'autres recherches sur l'ionosphère. En 1932, il est élu vice-président de l'American Institute of Radio Engineers (ancêtre de l'Institute of Electrical and Electronics Engineers).
L'idée de base derrière le travail d'Appleton est simple mais il y a consacré la quasi-totalité de sa carrière scientifique à cause de certaines complexités du sujet. À la fin de sa vie, des observatoires ionosphériques ont été installés partout dans le monde pour fournir une carte globale des couches réfléchissantes. Des liens sont trouvés avec le cycle des taches solaires de 11 ans et les aurores boréales, les orages magnétiques qui se produisent dans les hautes latitudes. Cela est particulièrement pertinent pendant la Seconde Guerre mondiale quand les tempêtes solaires conduisent à des pannes radio. Grâce aux recherches d'Appleton, les périodes où celles-ci se produisent peuvent être prédites et la communication peut être commutée sur les longueurs d'onde qui seraient les moins affectées.
Le radar, une autre innovation cruciale de la guerre, bénéficie du travail d'Appleton. De manière très générale, les recherches d'Appleton consistent à déterminer la distance des objets réfléchissants par rapport aux émetteurs de signaux radio. Il utilise une nouvelle méthode, appelée méthode des impulsions, pour effectuer des mesures ionosphériques. C'est exactement l'idée du radar et des échos lisibles sur l'écran d'affichage qui est adapté par Robert Watson-Watt pour détecter les avions. De nos jours, les données ionosphériques sont importantes lorsque les communications avec les satellites sont envisagées. Les fréquences correctes pour ces signaux doivent être sélectionnées de manière qu'ils atteignent réellement les satellites sans être réfléchis ou déviés auparavant.